# Музей Макса Эрнста
Музей Макса Эрнста в Брюле (нем. Max Ernst Museum Brühl des LVR) — художественная галерея в городе Брюль (земля Северный Рейн-Вестфалия), открытая в сентябре 2005 года в здании, спроектированном архитекторами Томасом ван ден Валентином и Сейедом Мохаммадом Орейзи — и расположенном на территории дворцового комплекс в стиле классицизм (XIX век); галерея, открытая на родине художника Макса Эрнста, специализируется на творчестве дадаистов и сюрреалистов; также регулярно выставляются произведения современных авторов.

## История и описание

### Здание

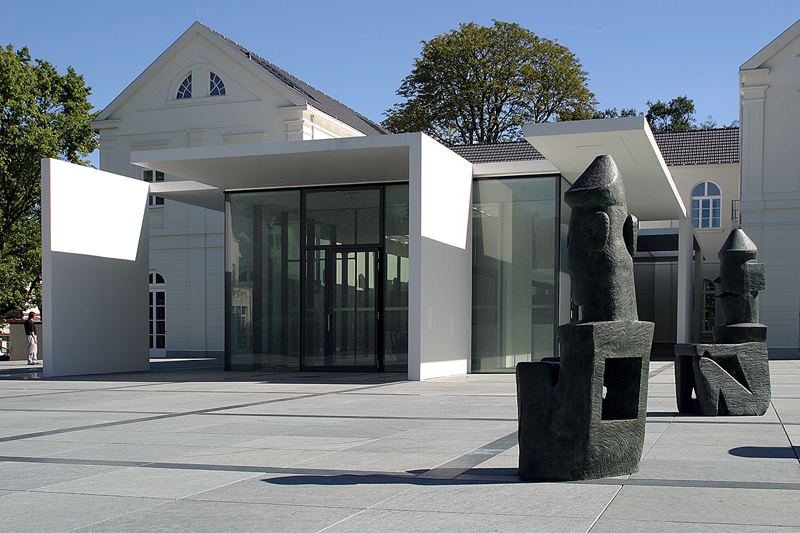
Музей Макса Эрнста, сентябрь 2004

Комплекс музейных зданий представляет собой сочетание архитектуры XIX и XXI века: недалеко от дворцов Аугустусбург и Фалькенлуст, входящих в список всемирного наследия ЮНЕСКО, в парке находится трехэтажный комплекс Брюльского павильона (Brühler Pavillon), построенный в XIX веке в стиле классицизм и входящий сегодня в список памятников архитектуры; данный павильон был расширен за счёт возведения центрального стеклянного павильона и «висящего плато» над входом. Подвальные помещения также были перестроены — они стали дополнительными залами для выставок и иных мероприятий. При постройке павильон служил домом для туристического ресторана, открытого в 1844 году — одновременно со строительством железнодорожной линии Кельн-Бонн — и ставшего известной рекреационной зоны вокруг города Брюль. За реализацию проекта, в рамках которого старое здание было гармонично вписано в требования для современных выставочных пространств, команда архитекторов получила награду в области современной архитектуры — как «образцовое здание в земле Северный Рейн-Вестфалия».
Закладка первого камня в основание музейного здания — спроектированного архитекторами Томасом ван ден Валентином (род. 1945) и Сейедом Мохаммадом Орейзи (род. 1959) — состоялась в 2002 году; само строительство было завершено осенью 2004 года. По случаю Дня открытых памятников (Tag des offenen Denkmals) здание было впервые открыто для широкой публики. Отдельный зал «Dorothea Tanning-Saal», названный в честь четвёртой жены Макса Эрнста, расположен в подвале музея и, среди прочего, теперь является местом проведения серии концертов «Brühler Schlosskonzerte», начавшейся в 1958 году.

### Коллекция
Текущая коллекция музея Макса Эрнста в Брюле охватывает около семидесяти творческих лет Эрнста: от дадаизма и участия в сюрреалистическом движении во Франции до возвращения в Европу после Второй мировой войны, в 1953 году. В дополнение к ранним картинам, музей имеет в своём распоряжении так называемую «коллекцию Шнеппенхайма» (Sammlung Schneppenheim), в которую входят почти все графические работы, созданным Эрнстом. Центром своей коллекции сам музей считает 36 картин серии «D-paintings», являвшихся подарками на день рождения от Эрнста его жене, художнице Доротее Таннинг. Важной частью коллекции является и фонд из более чем 700 документальных фотографий, прослеживающий жизнь художника.
Банк «Kreissparkasse Köln» передал музею на постоянное хранение своё собрание скульптуры: коллекция из более чем 70 скульптур, включая и крупную скульптуру «Козерог» (Capricorn, 1948), содержит скульптурные работы, созданные Эрнстом на протяжении нескольких десятилетий; в своё время они являлись частью личной коллекции художника. Надеясь глубже проанализировать творчество Макса Эрнста, музей его имени меняет свою постоянную экспозицию каждые шесть месяцев, дополняя её экспонатами из других государственных, муниципальных или частных коллекций (концепция «Schausammlung im Wechsel»).
Так в 2009 году музей получил картину «Аризонская пустыня после дождя» (Arizona desert after rain, ок. 1948) от немецкого предпринимателя Вальдемара Кроона (Waldemar Croon, 1916—2013). В 2010 году, по случаю 10-летия музея, общество «Max Ernst Gesellschaft» приобрело из частной коллекции — «за шестизначную сумму» — картину «Ноктюрн IV» (Nachtstück, 1967); она стала подарком галерее на её день рождения. В 2012 году фонд «Stiftung Max Ernst» получил одну из ранних картин художника — в подарок, по завещанию семьи Оберле. Портрет мальчика, написанный маслом, изображает Тео Оберле (род. 1909), сына Вильгельма Оберле, являвшегося старшим преподавателем в муниципальной гимназии Брюля. В 2013 году доктор и коллекционер Питер Шнеппенхайм подарил музею картину маслом «XX век» (The Twentieth Century, 1955).
С марта по август 2006 года в музее экспонировалась картина «La Forêt», предоставленная ему в аренду парижской галереей «Cazeau-Béraudière»: хотя Вернер Шпиес (Werner Spies) подтвердил её подлинность, в 2010 году фальсификатор Вольфганг Бельтракки назвал её одной из своих многочисленных подделок. С 1 мая 2006 года искусствовед Ахим Зоммер возглавляет музей. Помимо основной деятельности, связанной с наследием Эрнста, в музее регулярно проходят выставки произведений современного искусства — как тематические (групповые), так и персональные.